# 10412 Tsukuyomi
10412 Tsukuyomi este un asteroid din centura principală de asteroizi.

## Descriere
10412 Tsukuyomi este un asteroid din centura principală de asteroizi. A fost descoperit pe 21 decembrie 1997 la Nachi-Katsuura de Yoshisada Shimizu și Takeshi Urata. Asteroidul prezintă o orbită caracterizată de o semiaxă mare de 2,98 ua, o excentricitate de 0,06 și o înclinație de 11,2° în raport cu ecliptica.